# Alfred Miodowicz
Alfred Władysław Miodowicz (ur. 28 czerwca 1929 w Poznaniu, zm. 17 września 2021 w Głogoczowie) – polski działacz związkowy i polityk komunistyczny, poseł na Sejm Polskiej Rzeczypospolitej Ludowej IX kadencji, od 24 listopada 1984 do 19 grudnia 1991 przewodniczący Ogólnopolskiego Porozumienia Związków Zawodowych. Członek Rady Państwa od 6 listopada 1985 do 17 lipca 1986.

## Życiorys
Urodził się w rodzinie inteligenckiej, posiadał wykształcenie średnie. 
W latach 1947–1948 należał do Związku Walki Młodych, w latach 1948–1953 do Związku Młodzieży Polskiej (pełnił funkcję kierownika wydziału Zarządu Wojewódzkiego ZMP w Poznaniu starszego instruktora Zarządu Głównego w Warszawie, wiceprzewodniczącego i od 1952 przewodniczącego Zarządu Wojewódzkiego ZMP w Krakowie).
W 1952 podjął pracę w Krakowie w Hucie im. Lenina, był tam m.in. pierwszym nagrzewnicowym wielkich pieców (od 1954 lub 1971). W 1959 został członkiem Polskiej Zjednoczonej Partii Robotniczej. W 1961 został II, w latach 1962–1963 był I Sekretarzem Komitetu Zakładowego zakładu Wielkich Pieców Kombinatu Metalurgicznego Huty im. Lenina. W latach 1962–1964 zasiadał w plenum Komitetu Fabrycznego partii w tym kombinacie. W latach 60. był także członkiem związkowej rady zakładowej w swoim zakładzie pracy. Ponownie w latach 1971–1977 wszedł w skład Komitetu Fabrycznego PZPR w Hucie im. Lenina. W 1977 należał do członków założycieli Polskiego Towarzystwa Ergonomicznego, udzielał się też w Naczelnej Organizacji Technicznej. W latach 1981–1983 wchodził w skład Komisji Ideologicznej przy Komitecie Krakowskim PZPR.
Po likwidacji przez władze PRL w październiku 1982 wszystkich związków zawodowych, w tym NSZZ „Solidarność”  współtworzył nowe struktury związkowe popierane przez organy PZPR (przez opozycję „solidarnościową” nazywanych neozwiązkami). W czerwcu 1983 został przewodniczącym Komitetu Wykonawczego Federacji Hutniczych Związków Zawodowych (pełnił tę funkcję do stycznia 1987), w grudniu 1983 przewodniczącym Kolegium Przewodniczących Ogólnokrajowych Organizacji Związkowych. W listopadzie 1984 stanął na czele Ogólnopolskiego Porozumienia Związków Zawodowych, które zrzeszało związki liczące łącznie ok. 3 mln członków. W 1985 został posłem na Sejm PRL IX kadencji, na pierwszym posiedzeniu Sejmu wybrano go na członka Rady Państwa. W lipcu 1986 został członkiem Komitetu Centralnego PZPR i następnie Biura Politycznego KC PZPR, zrezygnował wówczas z członkostwa w Radzie Państwa. W strukturze KC PZPR został przewodniczącym Komisji Wniosków, Skarg i Sygnałów od Ludności (pełnił tę funkcję do marca 1989). W listopadzie 1986 został ponownie wybrany na przewodniczącego OPZZ. Od 1986 należał do władz Światowej Federacji Związków Zawodowych (był członkiem Rady Generalnej). 
Kierowane przez niego struktury związkowe, dopuszczone do istnienia przez komunistyczne władze PRL, zrzeszały w 1988 ok. 7 mln członków. Dawało to Miodowiczowi silną pozycję w aparacie władzy, a także pewien zakres niezależności, przejawiającej się zwłaszcza w stosunku do polityki rządu. Jako przewodniczący OPZZ atakował rząd Zbigniewa Messnera za nieudolność i opóźnienia we wprowadzeniu reform, krytykował rządowy projekt podwyżki cen wiosną 1987, w maju 1988 sprzeciwił się ograniczeniom działalności związkowej przewidzianym w ustawie o nadzwyczajnych uprawnieniach i upoważnieniach dla Rady Ministrów, w sierpniu 1988 domagał się dymisji rządu (co też nastąpiło we wrześniu 1988). W swoich wystąpieniach wewnątrzpartyjnych bronił zasady „jeden związek w jednym zakładzie pracy”, był przeciwnikiem podjęcia decyzji o podjęciu rozmów z NSZZ „Solidarność”, oceniając, że przyniesie to osłabienie OPZZ. W październiku 1988 wszedł jednak w skład sztabu politycznego przygotowującego rozmowy Okrągłego Stołu
W listopadzie 1988 zaproponował Lechowi Wałęsie debatę telewizyjną, nie uzgadniając tego z władzami partyjnymi. Ostatecznie Biuro Polityczne KC PZPR zezwoliło na tę debatę, sugerując jednak, żeby Alfred Miodowicz nie krytykował idei „okrągłego stołu” i nie był w swych wypowiedziach agresywny. W debacie (30 listopada 1988) wypadł jednak słabo w porównaniu do rozmówcy: jedynie 1% ankietowanych w badaniu Centrum Badania Opinii Społecznej uznało go za zwycięzcę. Debata ta całkowicie zmieniła w oczach opinii publicznej wizerunek i pozycję Lecha Wałęsy, który pokazał się jako polityk rozważny i dysponujący programem politycznym, osłabiła natomiast poparcie obywateli dla związkowego monopolu OPZZ. Po wyborach członków Biura Politycznego KC PZPR w grudniu 1988 Alfred Miodowicz pozostał członkiem tego gremium, jakkolwiek jego pozycja polityczna osłabła. Podczas obrad X Plenum KC PZPR w styczniu 1989 zaatakował koncepcję rozmów władz PZPR z NSZZ „Solidarność”, określając ją jako dogadywanie się elit władzy i elit opozycji w celu uzyskania poparcia dla polityki „zaciskania pasa”. Przestrzegał także przed poświęceniem w tych rozmowach dotychczasowej pozycji OPZZ, uważając, że dopuszczenie „Solidarności” do działania w poszczególnych zakładach pracy może następować jedynie eksperymentalnie i w dłuższym okresie. Od początku 1989 kierowana przez niego centrala związkowa zgłaszała żądania płacowe, starając się przelicytować „solidarnościową” konkurencję.
Od lutego 1989 brał udział po stronie partyjno-rządowej w obradach Okrągłego Stołu, starając się prowadzić własną politykę, odrębną od stanowiska PZPR, szukając w niej szansy dla wzmocnienia pozycji OPZZ. Działał przy tym w poczuciu, że jego organizacja została w pewnym sensie zdradzona przez rządzącą PZPR. Zamierzał przedstawiać OPZZ jako rzeczywistego obrońcę interesów ludzi pracy i postulować zmiany w sposób bardziej radykalny. W przemówieniu na posiedzeniu inauguracyjnym zażądał wolnych wyborów do Sejmu i zniesienia cenzury, starając się przelicytować w radykalizmie Lecha Wałęsę. Bezpośrednio przed zakończeniem obrad forsował daleko idącą indeksację płac (100% rekompensaty w stosunku do inflacyjnego wzrostu cen), grożąc zerwaniem rozmów i pokazując w ten sposób, że jego celem jest ochrona środowisk robotniczych. Nie znalazł jednak poparcia we władzach PZPR. Ze względów prestiżowych domagał się także przemawiania jako trzeci mówca (po Czesławie Kiszczaku i Lechu Wałęsie) na ostatnim posiedzeniu Okrągłego Stołu, stawiając to jako warunek zakończenia obrad i wywołując kryzys rozmów bezpośrednio przed zakończeniem spotkań tego gremium. Dopuszczony w tej kolejności do głosu nie zapisał się jednak w swoim przemówieniu niczym szczególnym.
Kandydował bezskutecznie z listy krajowej w wyborach parlamentarnych w czerwcu 1989 (uzyskał 42,05% głosów). W lipcu 1989 zrezygnował z członkostwa w Biurze Politycznym KC PZPR, przede wszystkim z uwagi na konflikt personalny z nowo wybranym I sekretarzem partii Mieczysławem Rakowskim, do końca istnienia partii pozostał natomiast członkiem jej Komitetu Centralnego. Stojąc w dalszym ciągu na czele OPZZ, krytycznie oceniał program gospodarczy rządu Tadeusza Mazowieckiego. Poparł wybuchające od wiosny 1990 strajki, w tym rozpoczęty 10 maja 1990 protest kolejarzy w Słupsku. Podczas Kongresu OPZZ w czerwcu 1990 został ponownie wybrany na jego przewodniczącego, w grudniu 1991 ustąpił jednak ze stanowiska (zastąpiła go dotychczasowa wiceprzewodnicząca OPZZ Ewa Spychalska). 
Należał do inicjatorów organizowanego od jesieni 1989 Ruchu Ludzi Pracy. W 1992 został jego przewodniczącym. Ustąpił z tej funkcji w 1995.
W 1993 opublikował wspomnienia Zadymiarz wydane przez BGW ISBN 83-7066-487-3.
Został pochowany w grobie rodzinnym na cmentarzu parafialnym w Końskich.

## Życie prywatne
Syn Alfreda Konstantego (1902–1943) i Elżbiety z domu Kujawiak (1910–?). Ojciec był zarządcą młyna przy ul. Gimnazjalnej w Końskich.
Syn Konstanty (1951–2013) był działaczem opozycji demokratycznej, pułkownikiem Urzędu Ochrony Państwa oraz posłem Akcji Wyborczej Solidarność, Stronnictwa Konserwatywno-Ludowego i Platformy Obywatelskiej.
Córka Dobrosława Miodowicz-Wolf (1953–1986) była himalaistką, zginęła podczas schodzenia z K2. Symboliczny grób znajduje się na cmentarzu parafialnym w Końskich.

## Odznaczenia
- Krzyż Komandorski Orderu Odrodzenia Polski[4]
- Krzyż Kawalerski Orderu Odrodzenia Polski[4]
- Złoty Krzyż Zasługi[4]
- Odznaka tytułu honorowego „Zasłużony Hutnik Polskiej Rzeczypospolitej Ludowej”[4]
- Medal 40-lecia Polski Ludowej (1984)[44]
- Złota Honorowa Odznaka NOT